# Länsväg 344
De Zweedse weg 344 (Zweeds: Länsväg 344) is een provinciale weg in de provincie Jämtlands län in Zweden en is circa 125 kilometer lang.

## Plaatsen langs de weg
- Föllinge
- Hammerdal
- Överammer

## Knooppunten
- Länsväg 340 (begin)
- Länsväg 339: gezamenlijk tracé, bij Föllinge
- E45: gezamenlijk tracé, bij Hammerdal
- Riksväg 87 (einde)